# Hardwired... to Self-Destruct
Hardwired... to Self-Destruct es el undécimo álbum de estudio del grupo musical estadounidense de thrash metal Metallica. Salió a la venta el 18 de noviembre de 2016 bajo su propio sello Blackened Recordings. Es el primer álbum de estudio del grupo musical en el que todos las canciones tienen un vídeo musical y el segundo en no tener una canción con Kirk Hammett acreditado (el primero fue Kill 'Em All). El álbum debutó siendo número 1 en el Billboard 200 Chart vendiendo 282 mil copias en la primera semana en el mercado. El álbum ganó la categoría a "Mejor álbum de rock" en los Billboard Music Awards.

## Lista de canciones
Lista basada en la página oficial de Metallica.
Todas las letras están compuestas por James Hetfield. Toda la música está compuesta por James Hetfield y Lars Ulrich, a excepción de «ManUNkind» y «Lords of Summer» compuestas por James Hetfield, Lars Ulrich y Robert Trujillo.
La edición de lujo posee un tercer disco con pistas extras.
- La pista 1 es la versión regrabada del sencillo «Lords of Summer» publicado en 2014.
- La pista 2 es un tributo a Ronnie James Dio ya que recopila varias canciones de su época como vocalista de Rainbow. Esta canción fue publicada también en el disco tributo Ronnie James Dio – This Is Your Life.
- La pista 3 es una versión de Deep Purple.
- La pista 4 es una versión de Iron Maiden.
- De la pista 5 a la 13 son canciones grabadas en vivo en el Rasputin Music el 16 de abril de 2016.
- La pista 14 es una grabación en vivo de Hardwired, donde se tocó por primera vez, en el Bank Stadium, Minneapolis, el 20 de agosto de 2016.

### Disco 1
| N.º   | Título                | Música                      | Duración |  |
| 1.    | «Hardwired»           | James Hetfield, Lars Ulrich | 3:09     |  |
| 2.    | «Atlas, Rise!»        | James Hetfield, Lars Ulrich | 6:31     |  |
| 3.    | «Now That We're Dead» | James Hetfield, Lars Ulrich | 7:00     |  |
| 4.    | «Moth into Flame»     | James Hetfield, Lars Ulrich | 5:50     |  |
| 5.    | «Dream No More»       | James Hetfield, Lars Ulrich | 6:29     |  |
| 6.    | «Halo on Fire»        | James Hetfield, Lars Ulrich | 8:15     |  |
| 37:13 |                       |                             |          |  |

### Disco 2
| N.º   | Título               | Música                            | Duración |  |
| 1.    | «Confusion»          | Hetfield, Ulrich                  | 6:41     |  |
| 2.    | «ManUNkind»          | Hetfield, Ulrich, Robert Trujillo | 6:55     |  |
| 3.    | «Here Comes Revenge» | Hetfield, Ulrich                  | 7:17     |  |
| 4.    | «Am I Savage?»       | Hetfield, Ulrich                  | 6:29     |  |
| 5.    | «Murder One»         | Hetfield, Ulrich                  | 5:45     |  |
| 6.    | «Spit Out the Bone»  | Hetfield, Ulrich                  | 7:09     |  |
| 40:16 |                      |                                   |          |  |

| Edición de lujo - Disco 3 |                                                                                         |                                                                  |          |  |
| N.º                       | Título                                                                                  | Música                                                           | Duración |  |
| 1.                        | «Lords of Summer»                                                                       | Hetfield, Ulrich, Robert Trujillo                                | 7:10     |  |
| 2.                        | «Ronnie Rising Medley (A Light in the Black - Tarot Woman - Stargazer - Kill the King)» | Ritchie Blackmore, Ronnie James Dio, Cozy Powell                 | 9:03     |  |
| 3.                        | «When a Blind Man Cries (versión de Deep Purple)»                                       | Ritchie Blackmore, Ian Gillan, Roger Glover, Jon Lord, Ian Paice | 4:35     |  |
| 4.                        | «Remember Tomorrow (versión de Iron Maiden)»                                            | Steve Harris, Paul Di'Anno                                       | 5:50     |  |
| 5.                        | «Helpless (en vivo)»                                                                    | Sean Harris, Brian Tatler                                        | 3:08     |  |
| 6.                        | «Hit the Lights (en vivo)»                                                              | Hetfield, Ulrich                                                 | 4:07     |  |
| 7.                        | «The Four Horsemen (en vivo)»                                                           | Hetfield, Ulrich, Dave Mustaine                                  | 5:19     |  |
| 8.                        | «Ride the Lightning (en vivo)»                                                          | Hetfield, Ulrich, Mustaine, Cliff Burton                         | 6:56     |  |
| 9.                        | «Fade to Black (en vivo)»                                                               | Hetfield, Ulrich, Burton, Kirk Hammett                           | 7:24     |  |
| 10.                       | «Jump in the Fire (en vivo)»                                                            | Hetfield, Ulrich, Mustaine                                       | 5:13     |  |
| 11.                       | «For Whom the Bell Tolls (en vivo)»                                                     | Hetfield, Ulrich, Burton                                         | 4:32     |  |
| 12.                       | «Creeping Death (en vivo)»                                                              | Hetfield, Ulrich, Burton, Hammett                                | 6:43     |  |
| 13.                       | «Metal Militia (en vivo)»                                                               | Hetfield, Ulrich, Mustaine                                       | 6:07     |  |
| 14.                       | «Hardwired (en vivo)»                                                                   | Hetfield, Ulrich                                                 | 3:30     |  |

## Créditos
- James Hetfield: Voz y guitarra.
- Lars Ulrich: Batería.
- Kirk Hammett: Guitarra líder.
- Robert Trujillo: Bajo eléctrico y coros («Dream No More»).
- Greg Fidelman: Productor discográfico.
- Dave Collins: Masterización.
- Turner Duckworth: Diseño del álbum.

## Posicionamiento en listas
| Listas (2016)     | Mejor posición |
| ----------------- | -------------- |
| Argentina (CAPIF) | 1              |

## Certificaciones
| País           | Organismo certificador | Certificación | Ventas certificadas |
| -------------- | ---------------------- | ------------- | ------------------- |
| Alemania       | BVMI                   | 2× Platino    | 400 000             |
| Australia      | ARIA                   | Oro           | 35 000              |
| Austria        | IFPI Austria           | 2× Platino    | 30 000              |
| Bélgica        | BEA                    | Platino       | 30 000              |
| Canadá         | Music Canada           | 3× Platino    | 240 000             |
| Corea del Sur  | Gaon                   | Oro           | 5 000               |
| Dinamarca      | IFPI Dinamarca         | Oro           | 10 000              |
| España         | PROMUSICAE             | Oro           | 20 000              |
| Estados Unidos | RIAA                   | Platino       | 1 000 000           |
| Francia        | SNEP                   | Platino       | 100 000             |
| Hungría        | MAHASZ                 | Platino       | 2 000               |
| Italia         | FIMI                   | Oro           | 25 000              |
| México         | AMPROFON               | 3× Platino    | 180 000             |
| Noruega        | IFPI Noruega           | Oro           | 10 000              |
| Nueva Zelanda  | RMNZ                   | Oro           | 7 500               |
| Polonia        | ZPAV                   | 4× Platino    | 80 000              |
| Portugal       | AFP                    | Oro           | 7 500               |
| Reino Unido    | BPI                    | Oro           | 100 000             |
| Rumania        | UFPR                   | 4× Platino    | 100 000             |
|                | —                      | —             | 2 100 000           |